# Hołoszyna
Hołoszyna (ukr. Голошина) – wieś w rejonie wierchowińskim, w obwodzie iwanofrankiwskim Ukrainy. Część miejscowości obejmuje dawną wieś Czewenica, położoną nad Białym Czeremoszem.
W okresie II Rzeczypospolitej stacjonowała w niej placówka Straży Celnej ze składu komisariatu Straży Celnej „Uścieryki”.

## Administracja
Przynależność administracyjna przed 1939 r.: gmina Hryniawa, powiat kosowski, województwo stanisławowskie.